# Zjazd Programowo-Metodyczny Organizacji Harcerzy ZHR
Zjazd Programowo-Metodyczny – ogólnopolskie lub lokalne spotkanie instruktorów Organizacji Harcerzy ZHR, zwoływane cyklicznie przez Naczelnika Harcerzy ZHR lub Komendanta Chorągwi Harcerzy ZHR w celu podnoszenia poziomu pracy metodycznej i programowej instruktorów harcerskich. Ponadto Zjazd Programowo-Metodyczny jest formą integracji i wymiany myśli w Organizacji Harcerzy ZHR.

## Kolejne Zjazdy Programowo-Metodyczne Organizacji HarcerzyZHR
- I Zjazd Programowo-Metodyczny: Wesoła, 9–10 listopada 1991
- II Zjazd Programowo-Metodyczny: Warszawa, 19–20 września 1992, hasło Zjazdu „Drużyna”
- III Zjazd Programowo-Metodyczny: Murowana Goślina, 19–21 listopada 1993, hasło Zjazdu „Cywilizacja XXI”
- IV Zjazd Programowo-Metodyczny: Łódź, 25–27 listopada 1994, hasło Zjazdu „Instruktor-Lider Rzeczypospolitej”
- V Zjazd Programowo-Metodyczny: Skarżysko-Kamienna, 24–26 listopada 1995
- VI Zjazd Programowo-Metodyczny: Opole, 15–17 listopada 1996, hasło Zjazdu „Fundamenty”
- VII Zjazd Programowo-Metodyczny: Kraków, 17–19 listopada 1997, hasło Zjazdu „Rzeczpospolita”
- VIII Zjazd Programowo-Metodyczny: Warszawa, 13–15 listopada 1998, hasło Zjazdu „Rozwój”
- IX Zjazd Programowo-Metodyczny: Szczecin, 19–21 listopada 1999, hasło Zjazdu „Uderzmy w głąb”
- X Zjazd Programowo-Metodyczny: Białystok, 22–24 września 2000, hasło Zjazdu „Młodzi końca wieku”
- Zjazd Programowo-Metodyczny: Łódź, 27–28 listopada 2004, hasło Zjazdu „Stopnie harcerzy”
- Zjazd Programowo-Metodyczny: Kraków, 11–13 stycznia 2008, hasło Zjazdu „Znaki czasu – zrozumieć dzień dzisiejszy”
- Zjazd Programowo-Metodyczny: Warszawa, 26–28 listopada 2010, hasło Zjazdu „Pojutrze”
- Zjazd Programowo-Metodyczny: Poznań, 2-4 marca 2012, hasło Zjazdu "Azymut 2014"
- Zjazd Programowo-Metodyczny: Łódź, 1-3 marca 2013, hasło Zjazdu „Wiara, siła, męstwo”
- Zjazd Programowo-Metodyczny: Lublin, 21-23 listopada 2014, hasło Zjazdu "Idea jest w nas"
- Zjazd Programowo-Metodyczny: Opole, 27-29 listopada 2015, hasło Zjazdu "Płyńmy do źródeł, pod prąd"
- Zjazd Programowo-Metodyczny: Warszawa, 25–27 listopada 2016, hasło Zjazdu „Jeśli sól starci smak, czymże ją posolić”[1]
- Zjazd Programowo-Metodyczny: Kraków, 13-15 października 2017, hasło Zjazdu „Niepodległa 1918-2018”[2]
- Zjazd Programowo-Metodyczny: Warszawa, 23–29 listopada 2018, hasło Zjazdu „A verbis ad verbera”
- Zjazd Programowo-Metodyczny: Gdańsk, 29 listopada - 1 grudnia 2019, hasło Zjazdu „Jestem przyzwoitym instruktorem”